# Erisma gracile
Erisma gracile là một loài thực vật có hoa trong họ Vochysiaceae. Loài này được Ducke mô tả khoa học đầu tiên năm 1935.